# 河原町駅 (宮城県)
河原町駅（かわらまちえき）は、宮城県仙台市若林区河原町一丁目にある、仙台市地下鉄南北線の駅である。駅番号はN13。本項では、かつて存在した仙台市電の河原町停留場についても記載する。

## 歴史
- 1934年（昭和9年）12月2日：長町線一部開通（舟丁停留場 - 河原町停留場）開通により、河原町停留場開業。
- 1935年（昭和10年）8月21日：河原町停留場 - 広瀬橋停留場間延伸。
- 1976年（昭和51年）4月1日：仙台市電全線廃線により、河原町停留場廃止。
- 1987年（昭和62年）7月15日：仙台市地下鉄南北線開通により、地下鉄河原町駅開業[1]。
- 2009年（平成21年）11月14日：可動式ホーム柵の運用開始。
- 2014年（平成26年）12月6日：IC乗車券「icsca」導入[2]。

## 駅構造
島式ホーム1面2線を有する地下駅である。南北に走るかつての国道4号（愛称：昭和市電通り）の下にあり、出入口はこの道路に沿って2か所、南1出口が河原町1丁目に、北1出口が舟丁にそれぞれ開く。
また、当駅北側に側線を有する。
のりば
| 1 | ■ 南北線 |  | 富沢方面                     |  |
| 2 | ■ 南北線 |  | 仙台・勾当台公園・泉中央方面 |  |

## 利用状況
| 乗車人員推移 | 乗車人員推移     |
| 年度         | 一日平均乗車人員 |
| ------------ | ---------------- |
| 2002         | 4,454            |
| 2003         | 4,468            |
| 2004         | 4,452            |
| 2005         | 4,511            |
| 2006         | 4,429            |
| 2007         | 4,296            |
| 2008         | 4,291            |
| 2009         | 4,217            |
| 2010         | 4,255            |
| 2011         | 4,310            |
| 2012         | 4,660            |
| 2013         | 4,875            |
| 2014         | 4,914            |
| 2015         | 5,050            |
| 2016         | 5,240            |
| 2017         | 5,260            |
| 2018         | 5,273            |
| 2019         | 5,318            |
| 2020         | 4,369            |
| 2021         | 4,594            |
| 2022         | 4,929            |
| 2023         | 5,116            |

- 2023年度（令和5年度）
  - 1日平均乗車人数：5,116人[5]

一日平均乗車人員（単位：人/日）

## 駅周辺
仙台市街中心部の南に位置する。西100メートルに広瀬川の堤防があり、宮沢橋で対岸に渡る。この川から引いた六郷堀が暗渠で駅と交差している。周りは中・高層の集合住宅が目立つ住宅地で、国道沿いに商店、会社、銀行が点々と連なる。
- 仙台河原町郵便局
- 七十七銀行河原町支店
- 仙台市営バス・宮城交通 「河原町駅南口」・「舟丁」停留所
- 仙台市営バス「河原町駅東」停留所
- 仙台市立南材木町小学校
- 仙台市立八軒中学校
- 仙台市医師会館・仙台市急患センター
- 宮城県第二総合運動場・宮城県武道館
- 宮城県仙台南高等学校
- 宮城刑務所

## 隣の駅
仙台市地下鉄
■南北線
愛宕橋駅 (N12) - 河原町駅 (N13) - 長町一丁目駅 (N14)
仙台市電（廃線）
長町線
舟丁停留場 - 河原町停留場 - 広瀬橋停留場

### 「かわらまち」と読む他の駅
- 川原町駅 - 近鉄名古屋線の駅
- 瓦町駅 - 高松琴平電気鉄道琴平線・長尾線・志度線の駅